# Рокамадур
Рокамадур (на окситанском Ròcamador или Ròc Amadori) је село на југозападу Француске, смештено у департману Лот у регији Окситанија. Оно припада малој туристичкој регији Дордоњи. Рокамадур се налази на стрмим литицама кањона реке Алзу, а неке куће су смештене на преко 100 метара надморске висине. Ово село још од средњег века посећују бројни ходочасници, непознати и познати (Анри II, Симон де Монфор, Бланш од Кастиље) који су долазили да се поклоне Црној девици или гробу Светог Амадура.
Средњовековно утврђење, са малим улицама, има неколико капија. Чувене степенице, којима су се ходочасници пели на коленима воде до шеталишта где се налази базилика Светог Спаса, крипта светог Амадура (коа се налази на Унесковој листи светских културних баштина, капеле Света Ана, Свети Блез, Свети Жан Батист и Нотр Дам у којој се налази Црна девица.
Ово село је једно од најпосећенијих у Француској са преко 1,5 милиона туриста годишње.

## Референца
1. ↑  Alibèrt 1976, стр. 471.
2. ↑  mondial, UNESCO Centre du patrimoine. „Chemins de Saint-Jacques-de-Compostelle en France”. whc.unesco.org (на језику: француски). Приступљено 17. 3. 2018.